# Matelea arizonica
Matelea arizonica är en oleanderväxtart som först beskrevs av Asa Gray, och fick sitt nu gällande namn av Lloyd Herbert Shinners. Matelea arizonica ingår i släktet Matelea och familjen oleanderväxter. Inga underarter finns listade i Catalogue of Life.